# Georgian International Airlines
Georgian International Airlines – nieistniejąca gruzińska linia lotnicza z siedzibą w Tbilisi.
Linia prowadziła działalność komercyjną w latach 2004–2014.